# Astronavi di Stargate

Due esempi di astronavi di Stargate: in basso la Odyssey e in alto una Nave madre Ori.

Elenco delle astronavi presenti nell'universo fantascientifico di Stargate.

## Astronavi degli Antichi

### Nave-città
Una Nave-città è un'astronave a forma di città costruita dagli Antichi. La Nave-città meglio conosciuta è Atlantide, una volta capitale degli Antichi nella Galassia di Pegaso e ora campo base della spedizione Atlantis. Gli Antichi abbandonarono Atlantide a causa di un attacco Wraith, 10.000 anni prima dell'arrivo della spedizione Atlantis. La città rimase sommersa nell'oceano di Lantea fino all'arrivo degli uomini del Comando Stargate. Una Nave-città è una piattaforma a forma di fiocco di neve sulla quale sono sviluppate tutte le costruzioni, le quali hanno un volume interno pari a quello di tutti gli edifici di Manhattan. L'energia necessaria al suo funzionamento viene fornita da tre ZPM. I principali sistemi di difesa sono i droni (i depositi ne possono contenere 10.000) e uno scudo energetico.
Ci sono anche altre 2 navi-città di cui si parla poco: Admah (distrutta nell'impatto di una stella) ed un'altra senza nome ma vista nell'episodio "La Torre" di Stargate Atlantis (da qui la spedizione prese i droni che erano nei depositi).

### Nave da guerra degli Antichi (classe"Aurora")
Una classe di vascelli degli Antichi in servizio durante il primo assedio ad Atlantide. Sono difese da potenti scudi, 300 droni degli Antichi e armi ad energia diretta, i colpi sparati hanno lo stesso colore dei droni, ma sono molto più grandi e veloci di questi. I loro scudi sono di color marrone e si adattano alla forma della nave. Sono dotate di hyperdrive intergalattico.
Quattro navi di questa classe sono state scoperte: l'Aurora, la Hippaforalkus (rinominata "Orione"), la Tria (una nave ancora occupata da Lantiani che stavano tornando a casa ad Atlantide a una velocità vicina a quella della luce) ed una recuperata dai "Viaggiatori" di Larrin, in seguito distrutta dall'esplosione di uno Stargate. Sono utilizzate anche dai Replicanti Asuriani, la cui flotta, al momento della loro sconfitta, era composta da 38 di queste navi.

#### Aurora
Nave da guerra degli Antichi in servizio durante il primo assedio ad Atlantide. L'Aurora fu inviata al margine esterno della Galassia di Pegaso nella speranza di ottenere informazioni relative a una debolezza nelle difese dei Wraith.
Alla fine l'Aurora riuscì nella sua missione, ma sfortunatamente era in ritardo di diecimila anni. La nave si diresse ad Atlantide solo quando si riattivò dopo l'inizializzazione di una boa nel sistema Lantiano.
L'Aurora conteneva centinaia di capsule di stasi da essere usate dall'equipaggio durante viaggi estremamente lunghi o nell'eventualità che il supporto vitale cedesse. All'interno delle capsule c'era una vasta rete nella quale ogni persona potesse connettersi a una realtà artificiale. Questa realtà era direttamente collegata al database informatico della nave. Dall'ambiente virtuale potevano essere eseguiti cambiamenti, e persino essere cancellati file, dall'interno del mondo artificiale.
L'Aurora fu distrutta quando il Colonnello John Sheppard ricevette i codici dell'autodistruzione dallo stesso capitano, dopo che quest'ultimo si rese conto che lui e il suo equipaggio erano troppo vecchi per essere aiutati. Con la distruzione della nave, venne impedito a due incrociatori Wraith (che vennero spazzati via) di riferire del fatto che Atlantide fosse sopravvissuta al resto dell'alveare, il quale credeva che la città fosse stata distrutta.

#### Orione
Nome dato dal Colonnello John Sheppard a una nave da guerra degli Antichi, perché riteneva il nome "Hippaforalkus" inaccettabile.
La nave rimase, danneggiata (probabilmente dai Wraith), in un hangar Taraniano per migliaia di anni finché un popolo non si stanziò lì e cominciò a ispezionarla. Ma non erano molto sofisticati per comprendere tutte le sue funzioni. Rimase virtualmente inoperativa finché rappresentanti della spedizione Atlantide arrivarono e determinarono che sarebbe potuta essere riparata per combattere ancora contro i Wraith.
Quando l'attività sismica di Taranis divenne critica il resto della popolazione fu evacuata sulla nave, ora chiamata Orione. Il Dottor Rodney McKay riparò gli scudi affinché sopportassero 4,1 secondi di attrito e aggiustò l'hyperdrive per uscire dall'hangar senza dover volare attraverso un fiume di lava. L'Orione emerse in orbita, nello stesso momento in cui il super vulcano esplose.
Il Cancelliere Lycus di Taranis si convinse che gli Atlantiani avevano pianificato un evento catastrofico per impadronirsi della nave, ma alla fine si rese conto che non era possibile e concesse loro l'uso della nave in cambio di aiuto per ricollocare il suo popolo.
Dopo quasi un mese di riparazioni l'Orione fu pronta con il Daedalus a difendere Atlantide da un'unica nave-alveare Wraith, cosa che non si dimostrò necessaria.
Nella sua ultima battaglia era comandata dal maggiore Evan Lorne e cercò insieme alla Daedalus di fermare 2 alveari diretti verso la Terra, non c'era abbastanza energia per far funzionare gli scudi e lanciare i droni, Lorne decise di lanciare i droni che distrussero un alveare, ma senza scudi, venne distrutta dall'altro alveare, ma l'equipaggio venne teleportato sulla Daedalus.

### Jumper
Il Jumper è un piccolo vascello di forma cilindrica ideato e costruito dagli antichi per poter attraversare lo Stargate.
È munito di un DHD che permette l'attivazione remota degli stargate.
Il vascello possiede una ridotta dotazione di armi costituite da 12 droni.
Il Jumper è in grado di diventare invisibile, scomparendo alla vista e diventando irrintracciabile dai sensori tranne per un alveare potenziato con uno ZPM. L'utilizzo dell'occultamento comporta l'impossibilità di usare gli scudi.
L'occultamento dei jumper può essere modificato per creare uno scudo.
L'utilizzo della navetta è ristretto a coloro che possiedo il gene ATA. Molti membri della spedizione di Atlantis possiedono tale gene, mentre molti altri saranno in grado di utilizzare la tecnologia antica grazie alla terapia genica ideata dal Dott. Carson Beckett.
I Jumper hanno un ruolo minore nella serie Stargate SG-1, mentre sono una presenza molto importante nella serie spin-off Stargate Atlantis.
Il nome Jumper (adottato anche nella versione italiana) si riferisce al nome esteso "Puddle Jumper". Tale navetta è stata così battezzata dal maggiore John Sheppard proprio per la sua capacità di poter volare e attraversare l'orizzonte degli eventi di uno stargate attivo, che per l'appunto assomiglia ad una grande pozzanghera.

### Destiny
La Destiny è una nave da esplorazione intergalattica costruita dagli Antichi, e partita dalla Terra diverse centinaia di migliaia di anni fa, ancor prima che gli stessi Antichi focalizzassero la loro attenzione sul processo di ascensione.
La nave Destiny (Destino, tradotto direttamente dal nome Antico originale), fu progettata per essere il vascello di coda di una flotta di numerose navi, che la precedettero nella corsa nell'universo. Queste navi furono lanciate per raccogliere dati, risorse, costruire gli Stargate e depositarli su mondi abitabili. Questo fa presupporre che ci siano diverse centinaia di reti di Stargate isolate nell'universo.
Nella seconda puntata della prima stagione di Stargate Universe, Air 2, i passeggeri terrestri protagonisti sulla Destiny scoprono che il sistema di supporto vitale della nave non funziona correttamente a causa di alcuni “filtri” dell'aria ormai saturi di anidride carbonica. Ciò fa supporre che in origine la Destiny fosse stata lanciata senza equipaggio, con l'intenzione di usare lo Stargate per portarne uno a bordo una volta che fosse stata abbastanza vicina alla destinazione, ma gli Antichi impararono ad ascendere prima, lasciando la nave incustodita, ma tuttavia sulla rotta pianificata.
La Destiny possiede le conoscenze sulla composizione e sulle risorse disponibili su questi mondi, per poter aiutare l'equipaggio a recuperare le risorse necessarie, e le cui informazioni sono recuperabili attraverso il database di bordo.
Il vascello Destiny pare essere la ragione per cui gli Stargate sono stati progettati e costruiti con nove chevrons. Secondo quanto attualmente conosciuto, solo un indirizzo composto da 9 simboli è in grado di agganciarsi allo Stargate della nave, questo poiché essendo la Destiny costantemente in viaggio nell'universo, non sarebbe direttamente individuabile attraverso un indirizzo tradizionale composto da 7 o 8 simboli, per cercare uno specifico punto tridimensionale nello spazio.
La tecnologia della nave è precedente rispetto a quella di Atlantide, infatti non occorre possedere il gene ATA per l'attivazione dei comandi.
La Destiny dispone di risorse teoricamente infinite: quando sta per esaurire le scorte energetiche disattiva tutti i dispositivi (se necessario anche l'iperguida), escluso il supporto vitale, e incanala la potenza residua negli scudi. A questo punto si dirige verso una stella, ne attraversa la corona fino ad entrare letteralmente nell'astro per raccogliere, tramite speciali dispositivi situati nella parte inferiore dello scafo, l'energia necessaria ai sistemi di bordo.
Quando il sistema di navigazione della nave rileva una chiamata extramondo in entrata, la nave esce automaticamente dalla velocità superluminale per permettere la formazione di un wormhole di connessione.
La rotta della Destiny sembra essere inalterabile. Quando la nave rileva uno Stargate nelle vicinanze, esce dalla velocità superluminale e concede un determinato numero di ore di tempo per esplorare un numero limitato di mondi, dopodiché riparte indipendentemente dal fatto che il team sia rientrato o meno. Esiste un protocollo di sicurezza che impedisce la ripartenza della nave e la conseguente chiusura di un wormhole attivo nel caso in cui un oggetto non avesse completato il suo passaggio attraverso lo Stargate, per evitare che l'oggetto stesso venga tagliato in due.
Nella settima puntata della seconda stagione il dottor. Rush rivela la vera missione della destiny:
secondo il suo racconto, migliaia di anni fa gli antichi scoprirono una coerenza nella radiazione cosmica di fondo, una struttura logica che potrebbe essere una traccia di una mente intelligente esistita agli albori dell'universo e forse ancora esistente, su questo argomento presero una miriade di dati e dibattiti filosofici, tutti inseriti nel database della destiny.
All'interno della nave vengono trovate diverse stanze piene di capsule di stasi, alcune erano danneggiate, ma la squadra terrestre riesce ad aggiustarle quasi tutte.
È armata con una ventina di torrette anti-caccia,4 cannoni potentissimi(che consumano però una gran quantità di energia[come gli scudi, capaci però di resistere a un attacco di una dozzina di navi degli alieni blu])  e 2 shuttle.

### Navi Disseminatrici
Queste navi vengono viste solo in Stargate Universe; progettate e costruite dagli antichi hanno il compito di creare e distribuire gli stargate su pianeti che possano fornire risorse utili, e di raccogliere informazioni che poi vengono trasferite alla Destiny. Gli antichi hanno inviato nello spazio un grande numero di navi di questo tipo.
Dalla squadra umana ne viene trovata solo una (danneggiata) con all'interno una razza di alieni chiamati Ursini.

### Navi scientifiche
Una di queste,l'"Adaris",viene citata in Stargate Atlantis,15.000 anni fa fu distrutta da una tempesta solare e tutto l'equipaggio venne ucciso ad eccezione del pilota.

### Navi trasporto
Una di queste viene vista nell'episodio di Stargate Atlantis: "Prima del lungo sonno". Quando la dottoressa Weir torna indietro a 10.000 anni prima, Atlantide era sotto assedio dei Wraith e la nave si stava avvicinando con 300 profughi a bordo e venne distrutta.

### Incrociatore Lantiano
Classe di navi in servizio durante la guerra con i Wraith, servivano come complemento alla navi di Classe Aurora. Disponevano di motori sub-luce e Hyperdrive ed erano armati con i Droni degli Antichi. Alcune di queste navi parteciparono al bombardamento Lantiano su Asura, mentre un incrociatore L'Avenger fu ritrovato dai Genii e riparato con l'aiuto di John Sheppard. Esso fu poi portato sul pianeta dei Genii e partecipò alla battaglia finale con la Regina Morte.

## Astronavi Asgard

### Nave madre
La Nave madre Asgard è il primo tipo di vascello Asgard visto nella serie. Nell'episodio Il carro trionfale di Thor la Beliskner è la nave di Thor, Comandante Supremo della Flotta Asgard. Appare nella fine dell'episodio per eliminare le forze del Goa'uld Heru'ur da Cimmeria. La Beliskner viene distrutta quando l'SG-1 la fa precipitare in un oceano sulla Terra dopo che essa è stata infestata dai Replicanti.
Le navi madri Asgard sono equipaggiate con hyperdrive intergalattici, due motori posteriori sub-luce e un motore frontale per la decelerazione durante un rientro planetario. La nave è alimentata da quattro generatori di ioni di neutrino. Armate con avanzate armi energetiche e protette con potenti scudi queste navi riportano facilmente la vittoria in scontri con gli Ha'tak Goa'uld, anche se essi sono in numero maggiore. Nonostante ciò, Anubis sviluppò degli scudi derivati dalla tecnologia degli Antichi in grado di resistere alle armi delle navi Asgard.
Le navi madri hanno dispositivi di occultamento per rendersi invisibili ai radar e hanno campi di contenimento interni per evitare che degli esplosivi detonino all'interno della nave. Ogni nave ha sistemi automatizzati per le cure mediche, incluse camere di stasi che possono venire usate in caso emergenza. Sono dotate di un avanzato sistema di intelligenza artificiale in grado di rendere la nave governabile con un esiguo equipaggio e il computer centrale ha in memoria l'intera conoscenza degli Asgard.

### O'Neill
La O'Neill è la nave più avanzata costruita dagli Asgard, essa include la loro più recente tecnologia ed è progettata specificatamente per combattere i Replicanti. Il suo scafo è composto da una lega di Trinium, Carbonio e Naquadah. I suoi armamenti sono sostanzialmente superiori a quelli delle navi Asgard precedenti. Come dimensioni è comparabile con la terrestre Prometeo. Per evitare che i Replicanti arrivino fino sul pianeta degli Asgard, viene sacrificata su idea di Samantha Carter come esca per questi ultimi. In seguito sei navi di questa classe riuscirono a distruggere una nave di replicanti appena uscita dall'iperspazio.

### Daniel Jackson
La Daniel Jackson è un vascello scientifico capitanato da Thor finalizzato al combattimento dei Replicanti. Qui fu sviluppata la prima arma efficace contro questo nemico, nota come "Distruttore di replicanti", grazie all'intervento combinato della tecnologia degli Antichi, scaricata dalla coscienza del Generale Jack O'Neill, e di un computer Asgard. In seguito, il raggio dell'arma, dapprima strumento portatile, fu esteso su scala planetaria per colpire tutti i blocchi di replicanti caduti su Orilla.

### Astronave Vanir
I Vanir di Pegaso hanno realizzato un loro tipo di astronavi. Esse sono dotate di motori sub-luce e Hyperdive interstellari, sono protette da scudi energetici e armate con armi ad energia. Durante l'attacco Vanir ad Atlantide una di queste navi riusci a oltrepassare lo scudo della città, tuttavia grazie a delle contromisure ora non possono più. Queste navi dispongono inoltre di una prigione con campi di forza laser.

## Astronavi Goa'uld

### Al'kesh
Un Al'kesh è un bombardiere Goa'uld di medie dimensioni usato per supporto a terra e ricognizione. Sono equipaggiati con hyperdrive e dotati di una eccezionale manovrabilità. Non hanno scudi tranne un unico esemplare in Stargate: Continuum. Alcuni Al'kesh sono dotati di un dispositivo di occultamento e/o di anelli per il teletrasporto.
Gli Al'kesh appaiono in alcuni episodi come supporto ad attacchi Goa'uld. L'alleanza Lucian ha modificato alcuni Al'kesh per usarli come navi cargo.

### Aliante della morte
Gli alianti della morte Goa'uld sono veloci velivoli da combattimento capaci di operare in atmosfera, nello spazio e a volte anche in acqua.
Gli alianti sono privi di hyperdrive e sono trasportati dagli Ha'tak. Sono presenti due varianti di alianti: una che può trasportare unicamente il pilota, un'altra che invece ha una cabina di pilotaggio per due persone.
Il design degli F-302 Terrestri è derivato dagli alianti della morte.

### Ha'tak
Un Ha'tak è una grande nave stellare Goa'uld. Nella serie si riferisce a una nave con una grossa sovrastruttura con una larga e dorata piramide al centro. La parola Ha'tak letteralmente significa "nave piramidale" e si riferisce genericamente a tutti i tipi di navi madre Goa'uld.
Gli Ha'tak sono strutturati in modo da poter atterrare sulle piramidi o altrimenti su superfici simili (in due occasioni un Ha'tak è atterrato su Cheyenne Mountain).
Gli Ha'tak sono equipaggiati con motori hyperdrive e possono viaggiare ad oltre 32.000 volte la velocità della luce. Il centro di comando degli Ha'tak è conosciuto come pel'tak.
Gli Ha'tak, oltre a poter trasportare squadroni di alianti della morte e truppe di Jaffa, posso assaltare pianeti direttamente dall'orbita. In seguito all'interrogatorio di Thor eseguito con la sonda mentale di Anubis, le navi Ha'tak di Anubis e di Baal furono attrezzate con tecnologie asgard come il teletrasporto e la proiezione olografica.

#### Ha'tak modificata con tecnologie antiche
Queste navi ha'tak hanno subito miglioramenti notevoli grazie alla tecnologia antica integrata in essa da Anubis tanto che una di queste navi ha potuto resistere a vari colpi inflitti da una nave madre asgard senza nessun tipo di problema e allo stesso modo, in formazione con altre due navi, l'ha distrutta con pochi colpi, vanificando il Trattato dei Pianeti Protetti. I nuovi scudi sono insensibili ai cannoni ionici di Tollan e alle più potenti testate nucleari potenziate al Naquadah dei Tauri. Grazie a queste tecnologie le navi goa'uld sono arrivate alla potenza di alcune navi antiche e hanno superato persino alcune navi asgard. Di queste navi non ce ne è più traccia visto che le uniche di questo tipo sono state distrutte dalla super arma degli antichi sulla terra e dopo la morte di Anubis (visto che solo lui conosceva queste tecnologie) non se ne sono più costruite.

### Nave madre di Apophis
Questa nave è l'ammiraglia della flotta di Apophis che egli ha costruito dopo la morte di Sokar. È un vascello estremamente potente e con un solo colpo è riuscita a distruggere la nave Ha'tak di Heru'ur ed è anche riuscita a sopportare (vincendo) lo scontro con una nave replicante anche se la nave Goa'uld era danneggiata a causa dell'onda d'urto provocata dalla supernova precedentemente causata dall SG-1. Anche gli scudi di questa nave sono estremamente potenti.

### Nave madre di Anubis
Questa è la nave ammiraglia della flotta di Anubis e oltre a questo è anche il vascello più potente dei Goa'uld. Con questa nave Anubis è riuscito a distruggere un'intera flotta di navi Goa'uld grazie ai colpi ad energia che la super arma sistemata sulla nave genera, grazie a questi colpi si possono superare tutti gli scudi per ora visti. Sempre grazie a quest'arma Anubis ha distrutto l'intera superficie del pianeta Abydos (quest'ultimo con il singolo colpo del raggio finale della sua super-arma). La nave è equipaggiata con scudi antichi quasi impenetrabili e l'unico difetto è che nell'atmosfera funzionano solo al 40%. Questo è uno dei vascelli più potenti mai visti in tutto stargate e solo navi come Atlantide o la nave Wraith alimentata con lo zpm possono competere con lei.

## Astronavi Ori
Gli Ori ordinarono ai loro seguaci di cominciare la costruzione di una flotta di navi dopo la scoperta dell'esistenza della Via Lattea. Data la loro avanzata tecnologia, le loro navi divennero una seria minaccia.

### Nave madre
La prima Nave madre Ori appare in costruzione nell'episodio Il pericolo degli Ori. Quattro navi invasero la Via Lattea nell'episodio successivo decimando una flotta composta di navi Asgard, Terrestri, Jaffa, Tok'ra e dell'alleanza Lucian riunita alle coordinate P3Y-229. La flotta proseguì la sua avanzata per la conquista di Chulak prima di separarsi.
La Nave madre Ori è una delle astronavi più formidabili viste in Stargate, l'arma principale di questa nave può distruggere un Ha'tak Goa'uld non modificata con le tecnologie antiche con un solo colpo. Ha inoltre altre armi minori distribuite su tutto lo scafo. Sono protette da potenti scudi di colore bianco.
Le Navi madre Ori sono costruite per essere guidate solo dai priori, ma quando Daniel diventò un priore passò delle informazioni al SG1 permettendogli di guidarla.

### Caccia Ori
Velivolo da combattimento usato dall'esercito Ori per i bombardamenti e i combattimenti nello spazio. Non dispone di scudi ma è armato con i cannoni a impulsi Ori. Sono dotati di sensori radar e possono trasportare gli anelli trasportatori.

## Astronavi dei Replicatori
I Replicatori tipicamente s'infiltrano e prendono il controllo di astronavi di altre razze per i propri interessi. Nel processo, possono cambiare la tecnologia di queste navi, per migliorarne l'originale, usando conoscenze acquisite in precedenza. Un Ha'tak Goa'uld controllato dai replicanti appare negli episodi Nemici e La resa dei conti; una nave madre Asgard, sempre controllata dai replicanti, appare nell'episodio Piccole vittorie.
Il Replicatore umanoide Quinto crea un'astronave fatta interamente con blocchi elementari Replicatori con la quale scappa dal campo di dilatazione temporale su Halla. La nave è equipaggiata con scudi, armi e motori hyperdrive, e spara proiettili, formati da Replicatori, per infiltrarsi sulle altre navi. Il suo interno può riconfigurarsi a seconda delle necessità di Quinto. La nave viene poi distrutta nelle vicinanze del pianeta madre degli Asgard, Orilla, appena uscita dall'iperspazio. I frammenti caduti sul suolo di Orilla riuscirono a ricomporsi in Replicatori. Quinto fuggì da Orilla costruendo una piccola astronave, a forma di ragno, di Replicatori.

## Astronavi Terrestri

### X-301
L'intercettore X-301 è stato il primo tentativo dei Terrestri di sviluppare un vascello spaziale da combattimento capace di affrontare i Goa'uld. Un aliante della morte Goa'uld recuperato durante il fallito attacco di Apophis alla Terra, fu modificato dai tecnici dell'Area 51 ed equipaggiato con un sistema di controllo fuoco e un arsenale terrestri, ma lasciando intatto il sistema di propulsione Goa'uld.
Nonostante le prime prove furono completate con successo, durante un test di volo e combattimento la nave cambiò improvvisamente direzione e portò i due piloti, il Colonnello Jack O'Neill e Teal'c, nello spazio (questo a causa di un dispositivo di richiamo installato da Apophis per punire ogni possibile tradimento da parte dei suoi soldati). La nave divenne inutilizzabile, mandando O'Neill e Teal'c alla deriva nello spazio finché non furono recuperati con l'aiuto dei Tok'ra.

### F-302
L'F-302 Fighter è il modello in produzione dell'"X-302 Experimental Fighter" (chiamato X-302 durante la fase di sperimentazione), versione successiva del velivolo spaziale X-301 derivato da un aliante della morte Goa'uld. Questa nuova versione, rispetto alla precedente, è totalmente di fabbricazione terrestre.
È dotato di due tradizionali motori a reazione e un hyperdrive alimentato a naquadriah nella versione Hyper-Space.
È armato con 2 cannoni elettromagnetici e 8 missili, anti-caccia, anche usati per eliminare gli Hyper-Drive (possono anche perforare gli scudi di una nave classe Aurora o di un Ha'tak, ma non Ori), possono anche trasportare testate nucleari o essere stoccati nelle astronavi. 

### Prometeo
Il Prometeo, nome in codice del progetto X-303, è il primo vascello terrestre a larga scala capace di viaggi interstellari. Il vascello è equipaggiato con un hyperdrive, e può anche volare nell'atmosfera di un pianeta e atterrare sulla superficie. La ricerca e lo sviluppo dell'hyperdrive (alimentato da naquadriah) è costato agli Stati Uniti più di due miliardi di dollari.
Lo scopo primario del Prometeo è di servire come piattaforma per la difesa della Terra. La nave può raggiungere l'orbita in meno di 30 secondi, e utilizzando i motori sub-luce, può viaggiare a 180.000 chilometri al secondo. I corridoi del vascello sono costruiti in lega di trinium.
Il Prometeo è enorme rispetto ai suoi predecessori, l'intercettore X-301 e l'X-302, che possono portare solo due persone a testa. La nave trasporta otto veicoli da combattimento F-302, che possono essere lanciati e recuperati tramite un hangar di atterraggio anche quando la nave è in volo; è armato anche con 24 cannoni elettromagnetici, 12 missili (6 nucleari MkVIII e 2 MkIX, 4 convenzionali). È stato progettato come prototipo per una nuova flotta di vascelli spaziali, ed è seguito dall'incrociatore da battaglia di nuova generazione Daedalus.
Il primo vero ufficiale comandante del Prometeo era il Colonnello William Ronson. Ronson è stato sostituito dal Colonnello Lionel Pendergast dopo la temporaria assegnazione del Generale George Hammond al comando.
Il Prometeo operò per tre anni, svolgendo missioni durante le prime fasi della guerra dell'umanità contro gli Ori. Potenziato con scudi Asgard, si recò a Tegalus per recuperare il Dr. Daniel Jackson e distruggere un'arma satellitare Ori. Ma il satellite era pronto allo scontro e dopo che il Prometeo ebbe lanciato due missili, inefficaci contro lo scudo Ori, il satellite rispose e con un solo raggio energetico Ori, superò lo scudo Asgard perforando la nave Tau'ri da parte a parte.
Pendergast inviò la Squadriglia Blu per attaccare il satellite a ondate, ma i suoi avanzati scudi non potevano essere penetrati. Un secondo colpo penetrò lo scafo del Prometeo mettendo fuori uso il veicolo. Pendergast ordinò all'equipaggio di mettersi in salvo sul pianeta grazie al teletrasporto Asgard, mentre lui rimaneva a bordo nella speranza di salvare la nave comunicando la propria resa agli attaccanti e guadagnando al contempo attimi preziosi per il proprio equipaggio. Gli attaccanti non concessero la resa e con terzo ed ultimo colpo spezzarono la Prometeo in due tronconi che esplosero uccidendo Pendergast.
In totale, durante l'intero scontro, 39 dei 115 membri dell'equipaggio morirono.

### X-304 (Classe Daedalus)
La classe Dedalus dispone di Hyperdrive inter-galattico Asgard con modifiche (con il quale può percorre in 18 giorni la distanza fra la Terra e Atlantide, 4 se il sistema è supportato da uno ZPM), tecnologia del teletrasporto e scudi. Per i combattimenti vengono utilizzate testate nucleari Mark-III, Mark-VIII e Mark-IX, ma, a seguito della scomparsa degli Asgard, vengono impiantate anche le più potenti armi al plasma.
In un primo tempo non si poteva utilizzare il teletrasporto per inviare testate nucleari nelle navi nemiche a causa dei codici asgard.
L'armamento è costituito da 16 missili nucleari(3 MkIX,5 MkVIII e 8 MkIII),6 convenzionali,32 cannoni elettromagnetici,16 F-302 e 2 Jumper.

#### Daedalus
La Daedalus è la prima nave della seconda generazione di astronavi Terrestri, ed è comandata dal colonnello Steven Caldwell. Per un certo periodo di tempo sulla nave è presente un ingegnere Asgard (Hermiod), per aiutare gli umani con la nuova tecnologia ricevuta in dono, e per controllare che non ne abusino. Infatti il vascello è equipaggiato con scudi e teletrasporto Asgard; in particolare, quest'ultimo permette di teletrasportare testate atomiche direttamente dentro la nave nemica, causando danni immensi. Questo però è un utilizzo a fini offensivi della tecnologia Asgard, e rientra nei compiti di Hermiod vigilare affinché ciò non avvenga. Questo comportamento di Hermiod rientra nel rifiuto della razza Asgard di usare la tecnologia a scopi offensivi, ragion per cui non riveleranno i segreti delle loro micidiali armi fino a quando non saranno sull'orlo dell'estinzione. Comunque, quando sarà chiara la gravità della minaccia Wraith, Hermiod si lascerà convincere ad usare il teletrasporto per scopi offensivi.
La nave è inoltre dotata di un gruppo di caccia F-302.
Fin dalla sua prima apparizione in Stargate Atlantis la Daedalus diventa un componente regolare della serie, prima svolgendo la funzione di trasporto tra le galassie di Pegaso e la Via Lattea poi portando un supporto militare alla spedizione di Atlantide.
Nel personale, troviamo il Tenente Marks al tattico e il Tenente Novak in Sala Macchine insieme a circa altri 200 membri secondari.

#### Odyssey
La Odyssey è la seconda nave Terrestre di classe Daedalus e il suo primo comandante fu il colonnello Paul Emerson. Dopo la distruzione del Prometeo, la Odyssey è diventato il primo vascello di difesa per la Terra. Il design, le armi e le tecnologie della Odyssey sono identiche alla Dedalus, ma in seguito all'uso di uno ZPM e alle modifiche di Daniel Jackson, la Odyssey è in grado di occultarsi.
La Odyssey entra in servizio con solo il 90% dei suoi sistemi funzionanti, partendo per una missione di recupero dell'SG1, ma le sue capacità furono testate in un breve combattimento contro l'alleanza Lucian per permettere all'SG1 di completare la sua missione a bordo della nave madre di Ba'al.
È anche la prima nave terrestre ad essere equipaggiata interamente con tecnologia da guerra Asgard; tuttavia, se attivata, consente alle navi Ori di rintracciare con facilità l'Odyssey. Di contro, le armi Asgard possono distruggere i vascelli Ori, e tra le nuove tecnologie spicca un sistema capace di rifornire la nave di qualunque necessità, tra cui viveri ed ossigeno.

#### Korolev
Il Korolev è il terzo incrociatore da battaglia di classe Daedalus. Donato dagli Stati Uniti alla Russia in cambio di poter usare lo Stargate Russo, è sotto il comando del Colonnello Chekov. Appena prima della battaglia di P3Y-229, la korolev fu chiamata in servizio in difesa di un'invasione di navi madri Ori.
La battaglia di P3Y-229 avviene nel finale della nona stagione, la Odyssey e la Korolev prendono parte a una grande flotta di astronavi Terrestri, Jaffa, Asgard, Tok'ra e dell'alleanza Lucian per intercettare e fermate la flotta Ori in arrivo attraverso il Supergate costruito nella posizione P3Y-229. Durante il percorso, alla korolev fu ordinato di recuperare a bordo l'SG1 e trasportarla fino al Supergate. Il loro ordine era di distruggere il Supergate con qualsiasi mezzo fosse necessario. Verso la conclusione della battaglia, con la maggior parte delle navi, che si sono opposte agli Ori, distrutte, sia la Odyssey che la Korolev erano pressoché integre (ma incapaci di continuare a combattere), fino a che un vascello Ori prese di mira la Korolev riuscendo a perforare lo scafo (gli scudi erano ormai allo stremo) e a far esplodere la nave. Solo sei membri della Korolev furono teletrasportati a bordo della Odyssey. Daniel Jackson usò gli anelli di trasporto della Korolev per scappare su una nave madre Ori, mentre il colonnello Mitchell usò un F-302. Non si conosce il destino del colonnello Chekov.

#### Apollo
Incrociatore da battaglia al comando del Colonnello Abraham Ellis. Il quarto X-304, l'Apollo fu inizialmente mandato nella Galassia di Pegaso con l'importante compito di distruggere navi da guerra Replicanti sulla superficie del loro pianeta. L'Apollo lanciò un carico di 6 testate Mark 9 e 4 falsi bersagli(nome in codice Horizon) nell'atmosfera del pianeta, distruggendo le navi.
Con un improvviso contrattacco, i Replicanti assalirono Atlantide e danneggiarono l'Apollo, costringendolo alla fuga.
L'Apollo fu in seguito munito con armi di energia Asgard che furono usate per fronteggiare gli assalti Replicanti ai pianeti di Pegaso. Poco tempo dopo, l'Apollo unì le forze con la sua nave gemella Daedalus, i Viaggiatori e 7 navi alveari Wraith per lanciare un attacco completo al pianeta dei Replicanti.

#### Phoenix/Hammond
Questa nave appare per la prima volta in una linea temporale alternativa, comandata dal Colonnello Samantha Carter, con lo scopo di difendere da Michael le popolazioni umane della Galassia di Pegaso. Fu tuttavia distrutta da Michael in un'imboscata.
Viene nominata anche nella normale linea temporale quando viene detto che è stata rinominata Generale Hammond e che sarà comandata dal colonnello Samantha Carter.
In Stargate Universe, l'Hammond comandata del colonnello Samantha Carter viene utilizzata come mezzo di trasporto per la base Icarus, visto che le particolari condizioni di questo pianeta rendevano insicuri i wormhole in entrata.

#### Sun Tzu
Questa nave non è mai apparsa ma viene spiegato che è un vascello controllato dall'aviazione della Repubblica Popolare Cinese. Viene solamente nominata dal colonnello Ellis capitano dell'Apollo.

## Astronavi Wraith

### Dardo
Un Dardo Wraith è un piccolo velivolo da caccia, capace di volare attraverso gli Stargate; generano un loro particolare suono quando volano nell'atmosfera. Come le altre navi Wraith anche i Dardi sono in parte organici. Sono sprovvisti di hyperdrive e sfruttano gli Stargate o i grossi vascelli per spostarsi all'interno della galassia.
Quando la copertura di una Dardo si forma è completamente opaca. Il display appare sul lato inferiore della copertura in un'unica grande interfaccia curva. Viene utilizzato nella maggior parte delle funzionalità di base che includono volo e armi. Quando una Dardo si avvicina a una nave, l'HUD si riduce al minimo e viene attivato un autopilota. Se c'è un carico nel dispositivo di archiviazione, il pilota ha la possibilità di rimaterializzare il carico prima di atterrare.
Il ruolo principale dei Dardi è di rapire gli umani, per il nutrimento dei Wraith, attraverso un raggio che smaterializza la vittima e la inserisce in forma di energia in un contenitore appropriato presente sul Dardo. Sono usati inoltre nei combattimenti tra astronavi, soprattutto per intercettare missili. Nel caso la nave alveare da cui proviene il Dardo venga distrutta, esso compie un attacco kamikaze sul bersaglio nemico. I Dardi sono dotati di armi energetiche per i combattimenti e i bombardamenti.

### Incrociatore
Un incrociatore Wraith è una nave da guerra di medie dimensioni. Come le navi alveare, gli incrociatori Wraith sono in parte organici e privi di scudi. I loro armamenti consistono di armi energetiche, con le quali operarono anche bombardamenti dall'orbita dei pianeti. Sono equipaggiati con motori sub-luce e hyperdrive, sono inoltre in grado di volare nell'atmosfera e di atterrare sulla superficie di un pianeta.
Gli incrociatori sono dotati di un ponte simile a quelli delle navi alveare con numerose console in cui si trova l'equipaggio. Queste console sono utilizzate per far funzionare la nave, consentendo all'equipaggio di sparare, entrare nell'iperspazio, lanciare i Dardi e controllare le operazioni di riparazione.

### Nave alveare
La nave alveare Wraith è una delle più grosse astronavi presenti nell'universo di Stargate (13 volte la Daedalus in lunghezza) ed è il centro della civiltà Wraith. La prima appare nell'episodio Nascita, nel quale però non è riconoscibile come una nave siccome è rimasta così tanto tempo su un pianeta che la vegetazione è cresciuta su di essa. Esistono più di 60 navi alveare nella Galassia di Pegaso, di cui 28 nel quadrante dove si trova Atlantide. Durante lo svolgimento della serie, in svariati conflitti, viene distrutto un discreto numero di navi alveare e siccome molte di queste navi rimaste sono senza Regina non è stato possibile rimpiazzare le perdite e ciò ha portato i Wraith ad essere più cauti nell'entrare in battaglia.
Le navi alveare sono prive di scudi e in parte organiche, ciò gli permette di rigenerarsi. Possono sopportare l'impatto di una testate nucleare tattica Mark III senza riportare danni ingenti. Sono equipaggiate con hyperdrive, ma devono fermarsi periodicamente durante i viaggi nell'iperspazio per riparare la loro struttura organica danneggiata dalla radiazione presente nell'iperspazio. La mancanza di scudi diventerà un problema quando i Tau'ri introdurranno le nuove armi laser al plasma Asgard, con le quali gli incrociatori di Classe Daedalus infliggeranno notevoli perdite ai Wraith.
La console di comando di queste navi è utilizzabile attraverso un controllo telepatico; Teyla Emmagan (che ha tracce di DNA Wraith) è in grado di manovrare abilmente una nave alveare.
A seguito dei primi incontri, divenne impossibile il trasporto, da e per, a causa di un codice jamming che, creando un campo elettromagnetico attorno alla nave e nelle immediate vicinanze, generava una sorta di segnale di disturbo. L'arma principale di queste navi è costituita dalle armi ad energia a medio raggio, le quali sono, tuttavia, inefficaci nelle immediate prossimità della nave, dove la difesa viene affidata ai Dart. Mentre l'Hyperdrive delle navi di Classe Daedalus è intergalattico (la Daedalus è in grado di attraversare in tre giorni la Galassia di Pegaso), quello delle navi alveari è inter-stellare perciò è richiesto un certo numero di settimane per compiere viaggi fra i vari sistemi solari.
Il tallone d'achille di queste navi, come del resto di tutta la tecnologia Wraith, è la mancanza di un'adeguata fonte energetica. Qualora una nave-alveare sia alimentata da uno ZPM questa diventerà:
- invulnerabile alle armi laser Asgard
- svilupperà sensori più potenti capaci di superare gli schermi dei Jumper
- percorrere viaggi intergalattici altrimenti preclusi
- incrementerà notevolmente la potenza delle armi a energia, tanto da poter vincere gli scudi Asgard in una dozzina di colpi.
- può far ispessire molto oltre la norma la corazza

### Navi minori

#### Ricognitore
Un vascello di dimensioni maggiori di un Dardo ma molto più piccolo degli incrociatori, capace di un certo numero di operazioni indipendenti dal supporto di un incrociatore. Uno apparve nell'episodio Un'alleanza pericolosa, nel quale era usato per trasportare una Regina Wraith, insieme alla sua scorta personale, dalla sua nave alveare ad Atlantide.

#### Nave di supporto
Una nave di dimensioni comparabili con quelle di un incrociatore. Vennero usate dai Wraith per il trasporto di grandi quantità di vittime umane durante la guerra contro gli Antichi. Una apparve schiantata al suolo su un pianeta. McKay teorizzò che questo tipo di nave fosse ormai in disuso.